# Juan de Ajuriaguerra Ochandiano
Juan de Ajuriaguerra Ochandiano (Bilbao, 6 d'agost de 1903 - Aiegi, 25 d'agost de 1978) va ser un polític d'ideologia nacionalista basca i dirigent del Partit Nacionalista Basc (PNB), que va arribar a presidir en l'exili. Restablida la democràcia, va ser president de la comissió mixta encarregada de la transferència de competències al Govern Basc i diputat en la Legislatura constituent (1977-1979).

## Infància i joventut
A Bilbao, la seva ciutat natal, va realitzar els seus primers estudis en el col·legi dels Agustins. En la seva època estudiantil, va començar a interessar-se pel nacionalisme basc, unint-se a un grup de "mendigoizales", muntanyencs que compartien la ideologia nacionalista, un dels àmbits de sociabilitat i difusió més populars del món nacionalista.
Als 17 anys es va traslladar a Alemanya, on va començar la carrera d'enginyer químic, que va abandonar per tornar de nou a Bilbao, on va finalitzar els seus estudis com a enginyer industrial al juny de 1927. Va treballar en l'empresa Babcock & Wilcox fins al començament de la Guerra Civil espanyola.
En 1934 va ser triat membre del Bizkai Buru Batzar (BBB), òrgan executiu del PNB en Biscaia, on va romandre fins al 28 d'agost de 1937, sent substituït per Antón Ormaza.

## La Guerra Civil (1936-1937)
Durant la Guerra civil, creat ja el Govern Basc presidit pel lehendakari José Antonio Aguirre, va ser responsable d'organitzar un aparell de propaganda per tractar de neutralitzar la labor dels serveis franquistes a França.
Com a dirigent del PNB, després de la presa de Bilbao, i expulsat l'Exèrcit Basc d'Euskadi, en comptes de seguir combatent, Ajuriaguerra va ser un dels negociadors del Pacte de Santoña (agost de 1937), pel qual l'Exèrcit Basc es rendia a l'exèrcit italià sota una sèrie de condicions, sense que hi hagi constància que el lehendakari Aguirre donés el seu beneplàcit. Franco no va acceptar els termes del pacte i Ajuriaguerra, com altres dirigents rendits, va ingressar a la presó, sent condemnat a mort el 1937. La pena, no obstant això, no va arribar a executar-se, sent commutada posteriorment per cadena perpètua.
Davant l'incompliment dels termes del pacte i l'afusellament el 15 d'octubre de 1937 d'un grup de dirigents (nacionalistes, socialistes, comunistes, cenetistes i soldats de l'exèrcit basc), va decidir manifestar-se en vaga de fam, actitud que només va deposar per la insistència dels membres del seu partit, encara que es va negar a redimir penes pel treball.
Al llarg de sis anys va romandre pres recorrent diverses presons i va sofrir diverses sancions, després d'haver-se negat a dirigir com a enginyer les obres d'un batalló de càstig. A la presó va continuar la seva activitat organitzant la resistència antifranquista i va començar a posar les bases d'Eusko Naia, el projecte d'organització paramilitar del PNB. Al llarg de 1942 va tractar de crear des de la presó de Burgos un "Bloc Nacional Basc". Va ser excarcerat a Canàries el 1943 i confinat a Pamplona.

## La seva labor a l'exili
Va continuar la seva activitat tractant de coordinar les activitats del servei d'informació del PNB, on col·laboraria amb agents britànics i nord-americans. Ajuriaguerra va estendre l'estructura cap a la formació d'altres grups a Madrid, encarregant aquesta missió a Joseba Rezola i Elósegui com a intermediari.
En 1946, i a instàncies de l'EBB, va tornar a passar a la clandestinitat. Durant aquest període va mantenir contactes amb altres membres del partit a l'interior, com Luis María Retolaza, Eusebio Zubillaga, Gerardo Bujanda Sarasola i Jesús Insauti (Uzturre). Durant aquesta fase es va dedicar a assegurar la pervivència del seu partit, destacant com l'home fort d'aquest. Va ser un dels màxims responsables de diverses mobilitzacions antifranquistes i dels Aberri Eguna (dies de la pàtria basca) convocats durant aquesta època. La vaga general de 1947 va constituir un dels capítols més importants dels anys quaranta, impulsada per la denominada "Junta de Resistència". Aquest mateix any va participar en la formació, juntament amb el Lehendakari Aguirre, dels Nous Equips Internacionals, precedents de la Unió Mundial Demòcrata Cristiana.
A la fi dels anys quaranta Ajuriaguerra va mantenir diversos contactes com a dirigent del PNB amb l'Aliança Nacional de Forces Democràtiques i representants civils i militars monàrquics. Tot això es desenvolupava enmig d'una conjuntura marcada per la moderació, que va portar a l'EBB a aprovar la declaració política del 5 de març de 1949, una de les més importants de l'època. S'hi deixa la porta oberta a posicions possibilistes que no preveien la reposició immediata del Govern a l'interior del País Basc. Aquest pronunciament, defensat pel Lehendakari Aguirre i pel mateix Ajuriaguerra, es va produir enmig d'un possible acostament entre el govern republicà i els monàrquics, però va provocar el rebuig d'alguns significatius dirigents nacionalistes, com Manuel de Irujo Ollo.
Al febrer de 1952, després de la vaga de 1951, es va veure obligat a refugiar-se provisionalment a França, on va treballar com a peó prop de Lió, sota el nom de "Juan Axpe". La repressió i certs problemes creats sobre l'organització dels serveis d'informació van influir en aquest allunyament. Poc després va ser visitat per Aguirre, Landáburu i Mitxelena, els qui li van sol·licitar el seu retorn.
Des de França realitzaria nombrosos viatges clandestins cap a l'interior tractant de reorganitzar la lluita del PNB al País Basc, durant els quals va utilitzar altres noms en clau, com "Arteche" i "Ochoa". El seu paper després de la mort de José Antonio Aguirre en 1960 va ser decisiu, mostrant el seu suport incondicional i reforçant l'autoritat de nou Lehendakari Leizaola.
En 1965 va prendre part a Taormina en la constitució de l'Equip Demòcrata Cristià de l'Estat Espanyol, juntament amb la Democracia Social Cristiana de Gil-Robles, Unió Democràtica de Catalunya i la Izquierda Democrática Cristiana de Giménez Fernández.
En 1969 l'EBB va prendre la decisió de renovar els càrrecs dirigents del Partit per ser substituïts per gent més jove, triada a través de les Juntes Municipals. No obstant això, després de dos anys d'absència, Juan Ajuriaguerra va tornar a reincorporar-se a la direcció en un moment en què obstaculitzen altres nous membres, com Xabier Arzalluz. Arran de les mobilitzacions pel procés de Burgos al desembre de 1970 i de les seves mostres de solidaritat amb els advocats defensors, va ser confinat a Atienza (Guadalajara).
Juan de Ajuriaguerra va representar la continuïtat del PNB en l'exili durant els anys foscos de la dictadura franquista. Es va mantenir ferm als principis tradicionals del PNB, fins i tot quan va sorgir el nacionalisme radical, la qual cosa li va valer no poques crítiques. Sempre es va oposar al terrorisme d'ETA i es va negar a qualsevol contacte i pacte del partit amb la banda.

## La transició política (1975-1978)
Després de la mort de Franco en 1975, al març de 1977 es va celebrar a Pamplona la primera assemblea del PNB després de la dictadura, on es va produir el relleu generacional del Partit, escollint-ne Carlos Garaikoetxea com a president de l'EBB i futur candidat a la presidència del Govern Basc. Per la seva banda, Ajuriaguerra encapçalaria la candidatura del PNB per Biscaia a les primeres eleccions celebrades el 15 de juny de 1977. La seva elecció com a diputat el va obligar a abandonar la presidència del BBB. Com a membre de l'Assemblea de Parlamentaris Bascos pel PNB, va estar present al Consell General Basc i va optar a la seva presidència, sent finalment escollit el 7 de febrer de 1978, en vuitena ronda, el socialista Ramón Rubial.
El 2 de març de 1978, en una reunió mantinguda en el Consell General Basc a Guipúscoa, va ser nomenat president de la comissió mixta Governo-Consell General Basc, encarregada de la transferència de les competències a la institució preautonòmica. El restabliment dels Concerts Econòmics, les Juntes Generals i el transvasament de poders constituirien en aquest moment les seves preocupacions més importants. Va ser partidari d'una estructura federal d'Espanya.
A mitjan mes de maig de 1978 va ser ingressat a l'Hospital de Basurto on se li va diagnosticar un tumor pulmonar. La seva mort el divendres 25 d'agost a Lizarra va provocar una important commoció en el si del partit. La desaparició de qui havia estat considerat durant les últimes dècades com la veritable autoritat del PNB va donar lloc a un relleu, que amb el transcurs del temps es mostraria molt complicat, per estar condicionat per dues personalitats polítiques tan marcades com Xabier Arzalluz, diputat per Guipúscoa, i Carlos Garaikoetxea, president de l'Euskadi Buru Batzar.
L'escó de Juan Ajuriaguerra al Congrés va ser ocupat pel nacionalista Josu Elorriaga Zarandona.
L'Ajuntament de Bilbao va donar el seu nom a un carrer de la ciutat, que fins llavors havia portat el nom d'Espartero, el general liberal que va aixecar el setge de la vila durant la Primera Guerra Carlina.